# Nellie Oleson
Nellie Oleson is een personage uit de serie Het kleine huis op de prairie. Hierin is zij min of meer Laura's rivaal. Zij was altijd bezig om alles te manipuleren. Haar ouders waren de eigenaars van de winkel.
Het karakter van Nellie Oleson in de boeken is waarschijnlijk ontstaan door het karakter van drie verschillende meisjes te combineren.
- Nellie Owens was een jaar jonger dan Laura en had een jonger broertje genaamd Willie, net als de Nellie in de boeken. Haar ouders, William en Margaret Owens runden een lokale winkel in Walnut Grove.
- Genevieve Masters was de verwende dochter van Laura's leraar in Walnut Grove. Genny droeg prachtige kleren en had mooie blonde krullen, net als Nellie Oleson. Nellie Owens en Genny Masters hadden constant ruzie over wie er de baas van het schoolplein mocht zijn en alle jonge meisjes werden gedwongen om een kant te kiezen. Laura weigerde echter een kant te kiezen en werd uiteindelijk de baas van het schoolplein. Genny's familie verhuisde naar De Smet (South Dakota) niet lang na de familie Ingalls, maar de familie Owens deed dit niet.
- Het derde meisje van het karakter van Nellie Oleson was Stella Gilbert, een arm meisje dat op een stuk grond vlak bij De Smet leefde. Ondanks dat ze arm was, was ze ook heel knap en liet ze haar oog vallen op Almanzo Wilder. Ze slaagde erin dat Almanzo haar enkele keren mee uit rijden nam, totdat Almanzo erachter kwam dat ze zeer eenkennig was.

Er is niet veel bekend van wat er van Genny en Stella is geworden. Nellie Owens verhuisde naar Californië en vervolgens naar Oregon, daar trouwde ze met Henry Kirry en kregen ze drie kinderen: Zola, Lloyd en Leslie. Haar broer Willie werd blind door vuurwerk en ging naar de blindenschool. Ook hij trouwde en kreeg drie kinderen.